# Атлетико Банфилд
Атлетико Банфилд (шп. Club Atlético Banfield) јесте аргентински спортски клуб из округа Банфилд у Буенос Ајресу. Клуб је основан 21. јануара 1896. године од стране британског становништва. Клуб је углавном познат по свом фудбалском тиму, који се такмичи у Првој лиги Аргентине, највишем рангу аргентинског фудбала. Утакмице као домаћин игра на стадиону Флоренсио Сола, капацитета 34.901 места. Највећи успех клуба је освајање титуле шампиона државе 2009. године.

## Историја

### Порекло и оснивање
21. јануара 1896. године је група професионалаца и енглеских трговаца одлучила да оснује клуб, коме су дали име по селу, које је добило име по железничкој станици, основаној 1873. године. Ова железничка станица је добила име по Едварду Банфилду. На челу групе оснивача су били Данијел Кингсленд и Џорџ Бартон. Терен је био поље за испашу. Налазио се на два блока од железничке станице, поред колосека на источној страни. Са Кингслендом као председником, крикет је био главни спорт, остављајући фудбал у другом плану, што је резултовало лошим наступима клуба на фудбалским шампионатима .у периоду од 1897. до 1898. године. 

### Први успеси
Оваква ситуација је трајала до 1899. године, кад је Алфредо Гуд, који је био фудбалски ентузијаста именован за председника. Те године осваја Банфилд титулу шампиона Примере Б. Банфилд је и даље једини клуб Фудбалског савеза Аргентине који је освојио титулу у 19. веку. 
Сви Банфилдови играчи су рођени у Великој Британији, осим центархалфа и капитена Џејмса Додса Вотсона, Аргентинца рођеног у Буенос Ајресу. Следеће, 1900. године, пошто још увек није било промоције, клуб задржава титулу шампионата Друге дивизије. Банфилд је освојио титулу без пораза. Кључни играчи у освајању те титуле били су: Едвард "Невидљиви" Потер, познати дриблер Чарлс Даглас Мофат, капитен Додс Вотсон, као и голман/председник Гуд.
Након тог успеха, клуб је почео да пропада све до децембра 1904. године, када је дошло до реорганизације клуба. Од тада па све до своје смрти 1928. године клубом је председавао Џорџ Бартон, прави и истински заљубљеник у фудбал.
1908. године је први тим, који је играо у Трећој дивизији, освојио првенство. У децембру 1910. године, екипа Банфилда са играчима као што су: Вилијам Петерсон, Роџер Јакобели, Амадор Гарсија, Карлос Љоверас, Галуп Ланус, Бартоломеј, суочила се са екипом Расинга у двомечу за место у највишој дивизији. Први меч је завршен резултатом 0:0, док је Расинг победио у другом мечу, голом у продужецима. Године 1912. под вођством капитена Адолфа Пеленса, клуб осваја шампионат и на тај начин обезбеђује повратак у Другу дивизију. Међутим, реформисање турнира проузроковало је прву поделу у аргентинском фудбал, пославши Банфилд директно у највиши ранг.
Банфилд се добро показао на турнирима 1913. и 1914. године, али када је Први светски рат почео, многи играчи тима, који су били британског порекла, уписани су у британску војску и послати на бојиште у Европи. 1919. године, Банфилд се враћа у Прву лигу Аргентине, након победе у последњој утакмици над Дел Платом (клубом који више не постоји). 

### 1920-те
Недавно промовисан, Банфилд је сезону завршио на другом месту иза шампиона Боке јуниорс. Исте године је играо почасни општински куп Буенос Ајресa. Свој први меч је одиграо против Алмагра. У регуларном делу, након 30 минута игре, резултат је био 1:1. У продужецима је Алмагро победио са 1:0 и тако је Банфилд елиминисан. Бока јуниорс је стигла до полуфинала, где се сусрела са Њуелс олд бојсом, клубом који се такмичио у Лиги Росарио. Ланус није одиграо свој меч, јер је напустио Аргентински фудбалски савез. Банфилд је освојио бодове против Естудијантеса де ла Плате, који се није појавио и поразио Спортиво Баракас и Портењо. У полуфиналу се Банфилд сусрео са екипом Тиро федерал. У финалу је Бушилица победила екипу Боке. Након првог полувремена, екипа Боке јуниорс је водила 1:0 голом Марселина Мартинеза. У наставку утакмице, екипа Банфилда головима Бернарда Памбруна и Адолфа Лопеза преокреће резултат и осваја титулу.
1928. године је умро председник клуб Џорџ Бартон. Био је на челу клуба 20 година. Неговао је и ватрено подржавао аматерски дух спорта.

### 1930-те и 1940-те
Група клубова одлучила је да оснује професионалну фудбалску лигу у Аргентини. Стога је створена Аргентинска фудбалска лига. Ово удружење је окончало прикривени професионализам, који је до тада постојао и остало као противничко тело, тако да је Аргентински фудбалски савез (АФА) био још увек аматерски. 
Банфилд је био позван да се прикључи Аргентинској фудбалској лиги, како би играо сопствено такмичење (названо "Прва дивизија"), али су његови челници веровали да ће професионализам брзо пропасти, те су донели одлуку да наставе да учествују на аматерском турниру. Играчи Банфилда су одмах добили понуде од сада већ професионалних клубова и одмах напустили тим.
Са десеткованим саставом, Банфилд је учествовао на аматерском турниру Фудбалског савеза Аргентине до 1934. године, када му се прикључила Фудбалска лига Аргентине. Банфилд се 1935. године прикључио АФА и био распоређен у Другу дивизију. Због лоше кампање, тим је пратило мање од 300 навијача по утакмици. 1938. године је тим завршио на последњем месту, што је значило да испада у нижи ранг. 
Крајем 1938. године група чланова је предложила младом предузетнику Флоренсију Соли да преузме место председника клуба; иако је ситуацију у клубу била критична, Сола је ипак прихватио. Сола је суделовао у томе да спречи испадање у Трећу дивизију. Правила Друге дивизије налагала су да ће шест најбоље пласираних екипа на крају првенства играти турнир, чији ће победник бити промовисан у Прву лигу. Банфилд се квалификовао за тај турнир, иако је откривено да је менаџер клуба Алберто Тореага подмитио двојицу фудбалера Баракас сентрала. Банфилд је тај мучио добио резултатом 3:2. Окосницу тог тима чинили су играчи позајмљени од других клубова. Банфилд је победом на том турниру остварио пласман у виши ранг, у Прву лигу.
Банфилд је сезону 1940. почео са реномираним тимом. У тим су стигли: Рафаел Санз, Едуардо Силвера, Џон Батист Бузуцо, Алфредо де Теран, Армандо Фаро... Новине Ел Памперо су им дали надимак Бушилица (El Taladro), који је остао званичан надимак клуб до данашњих дана.
Банфилдов стадион, касније назван Флоренсио Сола, изграђен је 1940. у Банфилду. Како би прославили свечано отварање, играчи Банфилда су одиграли утакмицу против Индепендијентеа, коју су изгубили резултатом 1:0, голом Арсенија Ерика. Наредне, 1941. године, Банфилд бива кажњен одузимањен 16 бодова због покушаја подмићивања. Клуб није испао из лиге, захваљујући победи против Росарио сентрала у последњем колу.
Након сезона 1942. и 1943, екипа је доживела неколико удараца и клуб је испао из Прве лиге 1944. године. На челу клуба у том тренутку се налазио Џозеф Агула. У међувремену, екипа је имала сјајну кампању у Другој дивизији, али због кризе у клубу, место председника је припало Ремиђу Соли, брату Флоренсија Соле. Под Ремиђивом управом, формиран је солидан тим за сезону 1946. Сезона је завршена освајањем вицешампионске титуле и постављањем рекорда сезона, за који је било потребно више од 40 година да буде оборен.
1948. године Флоренсио Сола добија други мандат на месту председника. Под његовом командом, Банфилд је ангажовао много играча у циљу формирања јаког тима. То није донело потребне резултате, јер је клуб био на рубу испадања. Да ситуација буде још гора, професионални играчи су објавили штрајк, па су сви тимови морали да изведу омладинце. Тренер Банфилда током тог периода је био Ренато Цезарини. Освајање 9 од 10 бодова у последњих пар кола је омогућило клубу да опстане у главној дивизији.

### 1950-те и 1960-те
1950. Банфилд сезону завршава као седми. 1951. са Хосеом Илдефонсом Мартинезом и Феликсом Зурдом је заузео прву позицију, али је ту позицију морао да подели са Расингом, иако је Банфилд имао бољу гол-разлику и више добијених утакмица. Управо је због гол-разлике Банфилд требало да буде шампион, али је на крају морао да одигра двомеч са Расингом, из којег је изашао као губитник. Резултат је био 1:0 у корист Расинга. Ел Памперо је Банфилд прогласио моралним победником.
Са скоро истим тимом, Банфилд је завршио на петом месту у сезони 1952. Године 1953. је кључни играч овог тима Елисео Мурињо прешао у Боку јуниорс, што ће значајно утицати на тим: следеће године Банфилд завршава на последњем месту и испада у нижи ранг. Након седам година, Флоренсио Сола није желео да настави са вођењем клуба, те су 1955. први пут у историји одржани председнички избори.
У периоду од 1950. до 1953. године на домаћем терену Банфилд није изгубио 49 узастопних утакмица (3 године и 17 дана). Почевши од 1960. године, под вођством Бенисија Акосте, али и уз допринос великог фудбалског знања, Валентин Суарез је започео процес, који је довео до промоције након сјајне сезоне 1962. Долазак квалитетних играча као што су: Едиберт Риги, Норберт Рафо, Оскар Лопез, Луис Маидана и Роберто Зарате, употпуњени домаћим играчима Адолфом Васкезом и Оскаром Каликсом, омогућио је стварање моћног тима, који је првенствену трку 1960. завршио као трећи, 1961. као други и 1962. као први. Осим сезоне 1973, клуб је провео пуних 16 сезона у Првој лиги.
Прве четири године, Банфилд је имао одличне сезоне. У сезонама 1963. и 1964. завршавао је на седмом месту. Тим се полако обнављао. 1967. године су стигли Хулио Сан Лоренцо, Анаклето Пеано Дијего Беј, Нелсон Лопез, Рубен Хуго и Хосе Санфилипо. Поред њих, окосницу тима чинили су и Хорхе Караскоза, Рубен Флота и Хосе Мануел Рамос Делгадо.
1969. године је Банфилд избегао испадање у Другу лигу.

### 1970-те и 1980-те
1972. године играчи Банфилда нису успели да избегну испадање. Наредне године тим предвођен Оскаром Лопезом и Оскаром Каваљером осваја наслов првака Друге лиге. Кључни играчи тима су били Рикардо Ла Волпе, Уго Матеос, Силвио Сотело, Едуардо и Хуан Алберто Таверна. 6. октобра 1974. остварена је највећа победа у историји клуба - победа над екипом Пуерто Комерсијал де Баија Бланка резултатом 13:1. Банфилд је тада постао први и једини тим који је постигао 13 и више голова на једном утакмици.
Са својих 7 голова, Хуан Алберто Таверна је поставио рекорд као играч који је постигао велики број голова на једном професионалном мечу.
Након повратка у Прву дивизију, учинак тима је био променљив, достигавши врхунац 1976. године у националном првенству. Адолфом Педернером, овај тим је имао запаженог нападача, ког су интегрисали Феликс Лоренцо Орте, Роберто Сакони, Педро Раул Гомез Вила, Мигел Анхел Корво и Мигел Гонзалес.
Међутим, радост није дуго потрајала, јер је уследио 1978. године уследио лош период за клуб и испадање из лиге. Наиме, у мечу за опстанак у Првој лиги, Банфилд је изгубио од Платенсеа.
1985. године доласком Анхела Капе на место техничког директора, сачињено је језгро тима који се пласирао у виши ранг 1987.
Ову екипу су сачињавали искусни играчи попут Ектора Клајда Дијаза, Хосеа Луиса Зутиона, Феликса Лоренца Орте, затим омладинци Орасио Гарсија, Марсело Бенитез, Данијел Акино, као и два уругвајска играча Мигел Робинсон Ернандез и Рубен Солари, који су стигли са Ебертом Биријелом.

### 1990-1999: Реконструкција
Ову деценију Банфилд није започео добро. Једини значајнији тренутак тих година десио се у сезони 1990/1991, када је клуб играо бараж за улазак у виши ранг, иако се у исти није могао пласирати. У сезони 1992/1993. је по пети пут за председника изабран Валентин Суарез. Клуб је ангажовао Карлоса Бабингтона на место тренера и довео искусне играче попут бившег голмана Ривер Плејта Габријела Пуентедуре, везисте Фабија Ленгите и дефанзивца Ивара Стафуза (1980-их година играо за Боку јуниорс). Ови фудбалери, плус неки домаћи играчи као Хавијер Сангинети (рекордер клуба по броју наступа - 450 одиграних утакмица) и везиста Хорхе Хименез, помогли су Банфилду да постане шампион Друге лиге Аргентине и врати се у Примеру. У финалу за пласман у виши ранг, екипа Банфилда је победила екипу Колона де Санта Фе, након бољег извођења једанаестераца - 5:4.
Када се тим вратио у Примеру, Банфилд је ангажовао двојац Оскара Лопеза и Оскара Каваљера као тренере, појачавајући тим Оскаром Акостом и Анхелом Комицом, ког је тадашњи тренер Ривер Плејта Данијел Пасареља отпустио. Али млади Хавијер Занети ће бити откровење тима на крају сезоне. Клуб је испао из Примере 1997. године.
Исте године је ангажован Патрисио Ернандез на место менаџера клуба, али тим и даље није постизао добре резултате под његовим вођством. 1998. године је бизнисмен Карлос Портел преузео дужност новог председника, надмашивши Хорасија Солу, сина Флоренсија Соле, који је био противкандитат.

### Фалчонијева ера
2001. године клуб се враћа у Прву лигу, након победе у серији плеј-офа против Килмеса, са плејмејкером Хосеом Луисом Гарафом Санчезом као најкориснијим играчем тима. Тим је предводио аргентински стручњак Рамон Ектор Понсе. У првим годинама играња у највишем рангу аргентинског фудбала, Банфилд је често био у зони испадања, иако је постигао неке историјске резултате, као што је победа против најтрофејнијег аргентинског клуба Ривер Плејта са 5:0 у Аператури 2002. године. Уругвајац Луис Гаристо је био тренер Банфилда у том периоду.
Хулио Сесар Фалчони је постављен за тренера почетком Апературе 2003. године. Промовисао је неке играче попут Родрига Паласија и Данијела Билош. Те године у Клаусури је Банфилд освојио 62 бода, чиме је обезбедио међународна такмичења (Копа Судамерикану 2004. и Копа Либертадорес 2005). У Копа Либертадорес, Банфилд се квалификовао у нокаут фазу, након што је завршио на другом месту иза екипе УАНЛ Тигрес. Тим је онда елимисао Индепендијенте Медељин у осмини финала резултатом 5:0, да би у наредној рунди, у четвртфиналу, испао од Ривер Плејта. Тим је завршио на 7. месту, достигавши 23. место на ФИФА светској ранг-листи клубова.
У том периоду, Банфилд је одиграо 5 међународних купова у три године, што им је омогућило да се нађу међу 8 најбољих тимова на континенту. Захваљујући таквим успесима, клуб је продао играче европским клубовима као што су Виљареал, Арсенал, Олимпик из Марсеја, Ливерпул и Андерлехт.
2009. године, након доброг наступа у Класури, Банфилд је играо и у Аператури, са Фалчонијем као тренером. Клуб је имао успешан старт, победивши шампиона Класуре из сезоне 2008/2009. године Велез Сарсфилд, Њуелс олд бојс и играјући нерешено са Росарио сентралом. Како је сезона одмицала, тако се и Банфилд консолидовао. Највећи конкурент за титулу у том тренутку је била екипа Њуелс олд бојса. У последње коло се ушло са два бода предности у односу на Њуелс. 13. децембра 2009. године поред пораза од Боке јуниорс, Банфилд осваја своју прву и за сада једину титулу шампиона Прве лиге Аргентине. Разлог томе јесте пораз директног конкурента од Сан Лоренца. 40.000 хиљада људи је изашло да прослави титулу са играчима и члановима стручног штаба Банфилда. Капитен Кристијан Лукети је тада рекао: „То је остварење сна, то је чудо”.
Банфилд је 2010. године играо групну фазу Копа Либертадорес и завршио као други у групи иза Насионала из Монтевидеа. У осмини финала је екипа Банфилда елимисана од Интернасионала, који ће касније постати и шампион. У Клаусури је клуб забршио на петом месту.
Исте године, након испадања из Копа Либертадорес, играо је Копа Судамерикану. Испао је у осмини финала од колумбијске екипе Депортес Толиме. Након што су завршили као 15. у Аператури, Фалчони је дао оставку, успешно окончавши свој други мандат у клубу.

### Назадовање и испадање
Јануара 2010. године Себастијан Мендез је именован за менаџера клуба. У Клаусури 2011. су завршили на 8. месту, а наредни турнир, Апературу 2011. су започели са четири пораз, што је довело до тога да Мендез да оставку. Након неколико привремених замена на месту тренера, Рикардо Ла Волпе је постављен за менаџера тима. На том месту се није дуго задржао, јер је након само три месеца отпуштен.
Хорхе да Силва, уругвајски менаџер који је претходнио водио екипу Годој Круза (играли квалификације за Копа Либертадорес), ангажован је да замени Ла Волпеа 2012. године. Банфилд није бележио добре резултате, те је Да Силва напустио клуб и вратио се у Уругвај. Наследио га је Едуардо Асеведо. И поред тога, Банфилд је имао лошу сезону, освојио је само 7 бодова од 42.
У јуну 2012. клуб испада у другу лигу, након пораза од екипе Колона. У Аператури и Клаусури је завршао на последњем месту (19. од 19 тимова). Тим је добио само 5 утакмица, 7 пута одиграо нерешено и изгубио чак 26 пута. Председник Карлос Портел, као и руководство клуба су напустили клуб. Председнички избори су одржани у јулу 2012. Убедљиво је победио Едуардо Спиноза. 

### Реконструкција
У сезони 2012/2013, играјући у Другој лиги Аргентине, Банфилд, предвођен Данијелом Гарнером, био је на корак од пласмана у највиши ранг аргентинског фудбала. Међутим, лоши резултати су довели до његове смене, те постављања Матијаса Алмеиде на чело стручног штаба. Клуб завршава на 4. месту, али долази до промоције многих играча из млађих категорија у први тим.
У сезони 2013/2014, Матијас Алмеида је формиран веома конкурентан тим. У жељи да се врате у Примеру А, вратили су се играчи попут Николаса Таљафика, Николаса Бертола и Енрикеа Болоње. Поред њих, клубу су се придружили Николас Доминго, Николас Бјанки Арсе и Сантијаго Салчедо. У паузи средином првенства, Валтер Ервити се вратио у клуб. Након две године, клуб се враћа у Прву лигу Аргентине, победом над Таљаресом, резултатом 2:1. Клуб је сачувао основу тима и тренера. У тој сезони се истичу победа над Сан Лоренцом, као и реми против Боке јуниорс.

### Повратак у међународна такмичења
До 2015, са 30 тимова у Првој лиги, циљ је био повратак у међународна такмичења. Након дугог првенства, испали су Аргентинос јуниорс и Алдосиви, а Банфилд се квалификвао у Копа Судамерикану 2016. 
Те, 2016. године, Банфилд је прославио 120 година постајања. Тада су се, пре свих, издвојили Иван Роси, Хорхе Родригез, Алексис Сото и Емануел Чекини. 
Хулио Фалчони је заменио Клаудија Виваса на месту техничког директора, који је постао менаџер тима уместо Матијаса Алмеиде.
Сезоне 2016/2017 клуб се враћа на међународни ниво кратким учешћем на Копа Судамерикани. Банфилд се пласирао у квалификације за Копа Либертадорес. 
У сезони 2017/2018 се Банфилд припремао да се суочи са изазовом који намеће такмичење као што је Копа Либертадорес. У клуб је дошао везиста Хесус Датоло. Много играча из млађих категорија је промовисано у први тим, од којих се истичу Ерик Ремеди, Адријан Спорле и Хулијан Каранза, који су постали важан део тима. Након учешћа на Копа Либертадорес, Банфилд је играо другу фазу Копа Судамерикане.

## Симболи
Зелено и бело: Зелена и бела су прихваћене 1904. године, уместо браон и боје старог злата. Новинар Хорхе Сезар Пасквато је сматрао да је зелена боја последица ирског порекла неких његових играча. Од 1907. јакна екипе Банфилда је била зелено-бела са палицама, иако је претрпела бројне промене. Под утицајем холандске фудбалске репрезентације из 1974. године, Банфилд је увео и наранџасту боју. Помешана је увек са зеленом и белом.
Надимак "Бушилица": 1940. године је Флоренсио Сола потпуно обновио тим. Са играчима попут Рафаела Санза, Едуарда Силвеире, Алфреда де Терана, Арманда Фара и других, Банфилд је спровео изненађујућу и нетипичну тактику, због чега им је лист "Ел Памперо" дао надимак "Бушилица", надимак који је остао као званичан псеудоним клуба. Постоје и друге верзије о надимку Банфилда. 
Хулио Сезар Фалчони: Творац највећег успеха у историји клуба. Освојио је титулу шампиона Апературе 2009. године. Неприкосновени идол Банфилда. Банфилдови навијачи сматрају фалчионизам најбољом филозофијом игре и себе називају фалчионостима. Чувена фраза која се увек виђа на једној од застава коју навијачи каче на трибине стадиона јесте: „Најбољи дани су били у време фалчонизма”.

## Навијачи
Навијачи Банфилда су распоређени на југу Великог Буенос Ајреса, као и у самом Буенос Ајресу. Према истраживању које је спровео часопис „Ел Графико”, у новембру 1998. године Банфилд је имао 0,3% навијача у Аргентини, што је еквиваленто 104.000 људи у то време

## Дербији и ривалства

### Дербији
Утакмице између Лануса и Банфилда се назива Дерби југа. Класико је као такав почео да се оспарава крајем 1980-их и почетком 1990-их. Банфилд је у предности у односу на Ланус.
Други најважнији класико за навијаче Банфилда је против Килмеса, тима из јужног дела предграђа Буенос Ајреса. После Лануса, Банфилд је са Килмесом одиграо највише утакмица.
"Бушилица" има предност над "Пиварима".

### Ривалства
Још један важан ривалитет је са екипом Темперлија, трећим тимом у Јужној зони са највише одиграних утакмица. Други важни ривали јесу Таљарес, Ел Порвенир, Лос Андес, Дефенса и хустисија и Арсенал Саранди.

## Стадион[17]
Стадион Банфилда је изграђен 1940. Добио је име по бившем председнику клуба у најславнијем периоду Банфилда: Флоренсију Соли. На отварању стадиона, одиграли су меч против Индепендијентеа, који се завршио победом гостију од 1:0. Стадион се у то време сматрао напредним, јер је имао бетонске трибине, чак и пре неких великих тимова.
Стадион прима више од 34.000 гледалаца.
Састављен је план за проширење стадиона. Управни одбор клуба је одлучио да одобри пројекат и радови су почели 2011. Према том плану, стадион би требало да има седишта за 45.326 гледалаца.
Седиште клуба се налази у Улици Валентина Вергаре 1635 (Банфилд). Ту се одржавају састанци управног одбора.

## Тимски рекорди
- Сезоне у Примери А: 73

- Најубедљивије победе:
  - у Примери А: 13:1 против екипе Пуерто Комерсијал де Баија Бланке (6. октобар 1974)
  - у Насионалу Б: 10:2 против екипе Унион де Сан Хуана
  - у Примери Б: 8:0 против екипе Ол Бојса (1987)
  - у међународним такмичењима: 4:1 против екипе Ел Насионала
- Најубедљивији порази:
  - Примера А: 1:8 од екипе Естудијантеса
  - Примера Б: 0:6 од екипе Аргентина
  - међународна такмичења: 0:4 од екипе Клуб Америке
- Најбоља позиција у лиги: 1. место
- Најгора позиција у лиги: 19. место
- Најбољи стрелац: Густаво Албеља
- Играч са највише одиграних утакмица: Хавијер Сангинети - 423 утакмице (1993 − 2008)
- Међународна такмичења:
  - Копа Судамерикана 2004: прва рунда (елиминисан од Арсенал Сарандија)
  - Копа Либертадорес 2005: четвртфинале (елиминисан од Ривер Плејта)
  - Копа Судамерикана 2005: елиминисан од Флуминенсеа
  - Копа Судамерикана 2006: прва рунда (елиминисан од Сан Лоренца)
  - Копа Либертадорес 2007: прва рунда
  - Копа Либертадорес 2010: шеснаестина финала (елиминисан од Интернасионала)
  - Копа Судамерикана 2010: шеснаестина финала (елиминисан од Депортес Толиме)
  - Копа Судамерикана 2016: друга фаза (елиминисан од Сан Лоренца)
  - Копа Либертадорес: 2018: трећа фаза (елиминисан од Насионала)
  - Копа Судамерикана: 2018: шеснаестина финала (елиминисан од Дефенсе и хустисије)

## Фудбалски рекорди
- У периоду између 1950. и 1953. остали су непоражени код куће у 49 узастопних утакмица (3 године и 17 дана).
- 20. јуна 1951. је постао први тим који је дао 5 голова Риверу Плејту на Монументалу.
- 6. октобра 1974. први тим који је постигао 13 голова на једном мечу.
- Хуан Алберто Таверна је постао који је постигао 7 голова на једном професионалном мечу.

- Хамес Родригез из Банфилда је са 17 година постао најмлађи страни играч који је заиграо у Првој лиги Аргентине.

## Успеси[18]
- Прва лига Аргентине (1) : 2009. Апература
- Почасни општински куп Буенос Ајреса (1) : 1920.
- Национална Примера Б (3) : 1992/1993, 2000/2001, 2013/2014.
- Друга дивизија (1) : 1919.
- Друга лига Аргентине (6) : 1899, 1900, 1939, 1946, 1962, 1973.